# Campina Grande
Campina Grande – miasto w północno-wschodniej Brazylii, w stanie Paraíba. Około 414 tys. mieszkańców.
W mieście rozwinął się przemysł włókienniczy, spożywczy oraz hutniczy.